# Hajimari no Uta
Hajimari no Uta (ハジマリノウタ la Primera Canción?) es el cuarto álbum de estudio de Ikimono-gakari que fue lanzado el 23 de diciembre de 2009 en Japón.
El álbum está compuesto de 13 temas de los cuales 5 fueron lanzados como sencillos antes de la salida del álbum al mercado.
Hajimari No Uta alcanza la posición #1 del Ranking japonés Oricon con tremenda facilidad el mismo día en el que el álbum sale al mercado. 
Consigue superar las 200 000 copias vendidas tan solo en la primera semana a la venta, alcanzando las 560 000 copias actualmente y superando las ventas de su anterior álbum, My Song Your Song.
Ganador del premio al mejor álbum del año en los 52nd Japan Record Awards.

## Lista de pistas
1. Hajimari no Uta: Tōi Sora Sunde (ハジマリノウタ ～遠い空澄んで～ La primera canción: Limpiando el cielo Distante?) - 6.00
2. Yumemidai (夢見台 Etapa de Sueño?)
3. Joyful (じょいふる Alegre?)
4. Yell
5. Nakumonka (なくもんか No Lloraré?)
6. Mahiru no Tsuki (真昼の月 Luna de Mediodía?)
7. Hotaru no Hikari (ホタルノヒカリ La luz de las luciérnagas?)
8. Akizakura (秋桜 Flor de Cosmos?)
9. Futari: Album Version (ふたり -Album Version- Nosotros Dos (Álbum Version)?)
10. Tenohira no Oto (てのひらの音 Sonidos de Palma?)
11. How To Make It
12. Mirai Wakusei (未来惑星 Futuro Planeta?)
13. Ashita e Mukau Kaerimichi (明日へ向かう帰り道 El Camino de Vuelta que Afronta el Mañana?)

## Edición Limitada
Además del CD, contiene un DVD con el detrás de las cámaras de su concierto Ikimono Gakari no Minasan, Konni Tour!! 2009 ～My song Your song～ que se llevó a cabo el 25 de mayo en el Shibuya C.C. Lemon Hall, así mismo también incluye un booklet especial y una tarjeta promocional del grupo.

### Contenido del DVD
1. Kimagure Romantic (Live)
2. Uruwashiki hito (Live)
3. Blue Bird (Live)
4. Kokoro no hana wo sakaseyou (Live)
5. Kaeritaku natta yo (Live)

## Regrabaciones
Ikimono Gakari acostumbra a rescatar y regrabar temas que compusieron para sus anteriores álbumes Indies para incorporarlos con un sonido más limpio en sus álbumes como major.
En Hajimari No Uta se puede encontrar el tema Cosmos de Makoto ni Senetsu Nagara First Album wo Koshiraemashita... (2003), bajo el nombre de Akizakura.

## Oricon Chart (Japón)
| Lanzamiento             | Lista de álbumes                | Máxima posición | Debut de ventas (copias) | Total de ventas (copias) | Lista de ventas |
| ----------------------- | ------------------------------- | --------------- | ------------------------ | ------------------------ | --------------- |
| 23 de diciembre de 2009 | Daily Chart                     | 1               | -                        | 560 931                  | 47 semanas      |
| 23 de diciembre de 2009 | Weekly Chart                    | 1               | 200 286                  | 560 931                  | 47 semanas      |
| 23 de diciembre de 2009 | Monthly Chart (febrero de 2010) | 1               | 242 080                  | 560 931                  | 47 semanas      |
| 23 de diciembre de 2009 | Yearly Chart (2010)             | -               | -                        | 560 931                  | 47 semanas      |